# 2681 Островський
2681 Островський (2681 Ostrovskij) — астероїд головного поясу, відкритий 2 листопада 1975 року.
Тіссеранів параметр щодо Юпітера — 3,318.